# 奧蘭治 (密蘇里州)
奧蘭治（英語：Orange）是位於美國密蘇里州勞倫斯縣的非建制地區。

## 歷史
奧蘭治的郵局於1894年設立，其後於1903年停運。

## 地理
奧蘭治所處的海拔為高於海平面382米（即1253英呎），而該地所採用的時區為UTC-6，即北美中部時區（CST）。同時該地設有夏令時間，為UTC-6調快一小時，即UTC-5（CDT）。